# Johana I. Neapolská
Johana I., také známá jako Jana I. (italsky: Giovanna I; prosinec 1325, Neapol – 27. července 1382, Muro Lucano), byla v letech 1343 až 1382 neapolská královna a provensálská a forcalquierská hraběnka; v letech 1373 až 1381 byla také achajskou kněžnou.
Johana byla první dcerou vévody Karla Kalábrijského a Marie z Valois, která přežila dětství. Její otec byl synem neapolského krále Roberta Moudrého, ale zemřel dříve než on v roce 1328. O tři roky později král Robert jmenoval Johanu svou dědičkou a nařídil svým vazalům, aby jí přísahali věrnost. Aby posílil její pozici, uzavřel se svým synovcem králem Karlem I. Uherským dohodu o sňatku Johany s Karlovým mladším synem Ondřejem. Karel I. chtěl také zajistit dědictví svého strýce Ondřejovi, ale král Robert na smrtelné posteli roku 1343 jmenoval Johanu svou jedinou dědičkou. Jmenoval také regentskou radu, která měla spravovat jeho území až do Johaniných 21. narozenin, ale regenti po smrti krále nemohli převzít kontrolu nad státní správou.
Johanin osobní život zásadně ovlivnil politickou stabilitu Neapolského království (vražda jejího prvního manžela Ondřeje v roce 1345, invaze krále Ludvíka I. Uherského – ospravedlněná jako pomsta za smrt jeho bratra – a její tři pozdější sňatky s Ludvíkem Tarantským, titulárním mallorským králem Jakubem IV. a vévodou Otou Brunšvicko-Grubenhagenským) a podkopal její pozici u Svatého stolce. Navíc poté, během papežského schizmatu, se rozhodla podpořit avignonské papežství proti papeži Urbanovi VI., který ji jako odvetu prohlásil 11. května 1380 za kacířku a uzurpátorku.
Vzhledem k tomu, že všechny její děti zemřely před ní, byli jejími dědici potomci její jediné přeživší sestry Marie, jejíž první sňatek s jejich bratrancem, vévodou Karlem z Durazza, byl uzavřen bez jejího svolení. Oba manželé stáli v čele politické frakce proti Johaně. Ve snaze usmířit se s durazzovskou větví a s cílem zajistit si své nástupnictví zařídila sňatek své neteře Markéty z Durazza s jejím bratrancem (a Johaniným bratrancem z druhého kolene) Karlem z Durazza, který Johanu zajal a uvěznil a nakonec nařídil její zavraždění dne 27. července 1382.

## Mládí
Johana byla nejstarším přeživším dítětem vévody Karla Kalábrijského (jediného přeživšího syna neapolského krále Roberta Moudrého) a Marie z Valois (sestry krále Filipa VI. Francouzského). Renesanční historik Donato Acciaiuoli tvrdil, že se narodila ve Florencii, ale podle vědkyně Nancy Goldstoneové se mohla ve skutečnosti narodit během cesty svých rodičů do města. Přesné datum jejího narození není známo; podle některých badatelů se s největší pravděpodobností narodila v roce 1326 nebo 1327; nicméně vzhledem k tomu, že její matka během čtyřletého manželství porodila čtyři nebo pět dětí, se pravděpodobně narodila buď v prosinci 1325 nebo začátkem roku 1328. Předčasná smrt dvou jejích sourozenců zanechala Johanu na druhém místě v linii následnictví neapolského trůnu po jejím vlastním otci.

Erb rodu Anjou-Neapolských

Karel Kalábrijský zemřel nečekaně 9. listopadu 1328. Nastal tak problém s následnictvím, protože se mu po jeho smrti, 6. května 1329, narodila dcera Marie. Přestože neapolské právo ženám v nástupu na trůn nebránilo, koncept vládnoucí královny byl neobvyklý. Dohoda mezi Svatým stolcem a dědečkem Roberta Moudrého, Karlem I. z Anjou, výslovně uznala právo ženských potomků Karla I. na nástup na trůn, ale také stanovila, že se panovnice musí vdát a nechat svého manžela vládnout. Kromě toho byl neapolský královský rod větví francouzské dynastie Kapetovců a Francouzi nedávno vyloučili ženy z linie následnictví. Robertův synovec, Karel I. Uherský, byl vyděděn v Robertův prospěch v roce 1296, ale nevzdal se svého nároku na Neapolské království. Papež Jan XXII. roky ignoroval Karlovy požadavky, ale Robertova podpora spirituálních františkánů (které papež považoval za kacíře) a jeho laxní přístup k platbě každoročního tributu Svatému stolci vyvolaly mezi Neapolí a papežstvím napětí. Robertovi dva mladší bratři, kníže Filip I. Tarantský a vévoda Jan z Drače, také mohli vznést nárok na trůn.
Robert byl odhodlán zajistit nástupnictví svým vlastním potomkům a na veřejné ceremonii v Castel Nuovo v Neapoli dne 4. prosince 1330 jmenoval Johanu a Marii svými dědičkami. Jan z Drače a jeho manželka Anežka z Périgordu Robertovo rozhodnutí přijali (možná v naději, že by se jeden z jejich tří synů mohl oženit s Johanou), ale Filip I. Tarantský a jeho manželka Kateřina z Valois se rozhodli se Robertovu rozhodnutí nepodřídit. Když 30. listopadu Johana získala právo stát se nástupkyní svého dědečka, Jan a Anežka byli mezi neapolskými vazaly, kteří jí přísahali věrnost, ale Filip a Kateřina se obřadu nezúčastnili. Dokonce i papež mohl pouze přesvědčit Filipa, aby poslal do Neapole svého zástupce, aby jeho jménem vzdal Johaně 3. března 1331 hold.
Karel I. Uherský mezitím požádal papeže, aby přesvědčil Roberta, aby jemu a jeho synům vrátil dvě léna, která jeho otec Karel Martel držel v Neapolském království – Salernské knížectví a Monte Sant' Angelo. Navrhl také sňatek a jménem jednoho ze svých synů požádal Johanu o ruku. Papež tento plán podpořil a naléhal na Roberta, aby jej přijal. Ovdovělá Kateřina z Valois oslovila svého nevlastního bratra Filipa VI. Francouzského, aby zasáhl a sňatek zastavil. Jako vhodné manžely pro Johanu a Marii navrhla své syny, knížete Roberta Tarantského a Ludvíka. Papež byl rozhodný a 30. června 1331 vydal bulu, v níž nařídil, aby se Johana a její sestra provdaly za syny Karla I. Zpočátku se manželem Johany měl stát nejstarší syn Karla I., Ludvík. Jeho mladší bratr Ondřej byl pouze jeho náhradníkem v případě jeho předčasné smrti. V jednu chvíli během vyjednávání Karel I. své rozhodnutí změnil a manželem Johany určil Ondřeje.

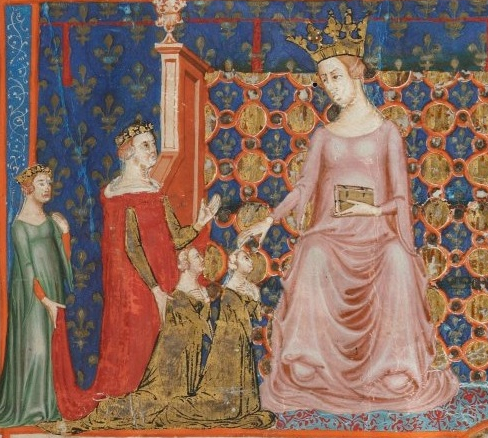
Miniatura zobrazující královnu Sanchu Mallorskou, jak hladí své nevlastní vnučky Johanu a Marii, kterou jim darovala jejich matka Marie z Valois

Poté, co Marie z Valois zemřela v roce 1332 během pouti do Bari, převzala odpovědnost za vzdělání jejích dcer Robertova druhá manželka (nevlastní babička Johany), Sancha Mallorská. Královna Sancha, horlivá patronka spirituálních františkánů, žila jako klariska, ačkoli papež odmítl anulovat její manželství s králem Robertem. Ještě větší vliv na jejich vzdělání měla jejich chůva Filipa Katánská, která se pro ně stala jakousi druhou matkou. Sancha a Filipa byly podle Boccaccia nejvlivnějšími osobnostmi u Robertova dvora.
Johana, vychovaná na kultivovaném a vytříbeném dvoře svého dědečka, zjevně nezískala žádné formální vzdělání, vzhledem k tomu, že angevinské dokumenty nezmiňují jména jejích učitelů. Pravděpodobně studovala knihy v královské knihovně, která obsahovala spisy Livia, Paola da Perugia, Řehoře I. Velikého a Marco Pola. Zdá se však, že v dospělosti se dokázala vyjadřovat latinsky (jak mohou dokázat její dochované dopisy), francouzsky, italsky a provensálsky.
Karel I. Uherský osobně přijel do Neapole, aby v létě 1333 dokončil jednání se svým strýcem o sňatku Johany a Ondřeje. Během cesty nešetřil penězi, protože chtěl demonstrovat své bohatství a moc. Podle dohody byli Ondřej a Johana zasnoubeni, ale Robert a Karel I. také stanovili, že pokud Ondřej přežije Johanu, vezme si Marii, a pokud Ondřej zemře dříve než Johana, ožení se s ní jeden z přeživších synů Karla I., Ludvík nebo Štěpán. Manželská smlouva byla slavnostně podepsána 26. září. Papež udělil potřebné dispensy pro sňatky v listopadu 1333. Manželství zůstalo roky nenaplněné, s největší pravděpodobností kvůli Ondřejově nezralosti. Vyvolalo to konflikty mezi různými větvemi rodu Anjou.
Ondřej vyrostl v Neapoli, ale on a jeho maďarští sluhové byli považováni za cizince. Jeho bratranci (synové Filipa Tarantského a Jana z Drače) a dokonce i Johana si z něj často dělali legraci. Tehdejší i pozdější autoři byli přesvědčeni, že král Robert chtěl zpočátku jmenovat Ondřeje svým nástupcem. Například Giovanni Villani napsal, že král „chtěl, aby jeho synovec, syn uherského krále, po jeho smrti nastoupil na trůn.“ Miniatury Bible rodu Anjou však na konci 30. let 14. století zobrazují s korunou pouze Johanu. Vzhledem k tomu, že je objednal král, obrázky naznačují, že se rozhodl ignorovat Ondřejův nárok na trůn. Ve své poslední vůli totiž jmenoval Johanu jedinou dědičkou Neapole, Provence, Forcalquieru a Piemontu a také jí odkázal svůj nárok na Jeruzalémské království. Také stanovil, že pokud zemře bezdětná, zdědí její říše Marie. Král Robert nenařídil Ondřejovu korunovaci, čímž ho vyloučil z neapolské správy. Umírající král také ustavil regentskou radu, složenou ze svých nejvěrnějších poradců – vicekancléře Philippa de Cabassoles, cavaillonského biskupa, Fillipa di Sanginetto, provensálského velkosenešala a admirála Giffreda di Marzano – a v čele se Sanchou. Nařídil, aby Johana začala vládnout sama až po svých 21. narozeninách, čímž ignoroval zvykové právo, které stanovilo jako plnoletost 18 let.

## Vláda

### Nástup na trůn
Král Robert zemřel 20. ledna 1343 ve věku 67 let po 34 letech jako neapolský král. O dva dny později byl Ondřej pasován na rytíře a jeho manželství s Johanou bylo naplněno v souladu s posledními přáními zesnulého krále. Poté se spolu setkávali převážně jen při významných státních a náboženských příležitostech. Jinak chodily do oddělených kostelů, navštěvovaly oddělená místa a Johana zakázala manželovi vstoupit do její ložnice bez jejího svolení. Patnáctiletý Ondřej neměl vlastní finance a Johanini dvořané kontrolovali jeho každodenní výdaje.
Když Petrarca psal o politické situaci v Neapolském království po Robertově smrti, Johanu a Ondřeje popsal jako „dvě jehňata svěřená do péče množství vlků“. Většina politických osobností nesouhlasila se zřízením regentské rady. Johana se obrátila na papeže Klementa VI. a požádala ho, aby jejímu manželovi udělil titul krále, pravděpodobně proto, že si chtěla zajistit podporu rodu uherských Anjou a zkrátit tak působení regentské rady. Papež považoval zřízení regentské rady za uzurpaci svých suverénních práv, ale chtěl mít pod kontrolou správu Neapole. Johanin návrh odmítl, ale dopisy přímo radě adresoval jen zřídka.
Anežka z Périgordu chtěla zajistit sňatek Johaniny sestry Marie s jejím nejstarším synem Karlem z Drače. Královna vdova Sancha a Johana její plán podpořily, ale věděly, že proti sňatku bude Kateřina z Valois. Anežčin bratr Hélie de Talleyrand-Périgord byl nejvlivnějším kardinálem na papežském dvoře v Avignonu. Přesvědčil Klementa VI., aby 26. února 1343 vydal papežskou bulu, která zmocnila Karla z Drače ke sňatku s jakoukoli ženou. Marie se zasnoubila s Karlem z Drače 26. března za přítomnosti Johany, Sanchy a dalších členů regentské rady v Castel Nuovo. Zasnoubení pobouřilo Kateřinu z Valois, která se obrátila na krále Filipa VI. Francouzského a papeže a požadovala po nich, aby dosáhli jeho zrušení. Dva dny po zasnoubení unesl Karel z Drače Marii na svůj hrad, kde je kněz tajně oddal a manželství bylo brzy naplněno.
Druhý syn Kateřiny z Valois, Ludvík Tarantský, napadl Karlovo panství. Karel z Drače shromáždil svá vojska, aby své panství ubránil. Tajný sňatek její sestry Johanu rozzuřil a poslala papeži dopisy požadující anulování manželství. Papež Klement VI. odmítl a přikázal kardinálu Talleyrand-Périgordovi, aby vyslal do Neapole vyslance, který by zprostředkoval kompromis. Kardinálův emisar přesvědčil obě strany, aby 14. července 1343 podepsaly dohodu. Sňatek Karla a Marie byl uznán jako legitimní, ale Kateřina z Valois a její synové obdrželi peněžní vyrovnání z královské pokladny. Johana ztratila důvěru jak ve svou sestru, tak v dračovskou větev své rodiny a začala podporovat kariéru svých nejdůvěryhodnějších služebníků, včetně syna Filipy Katánské, Roberta de' Cabanni a jejího nemanželského strýce Karla d'Artois.

### Konflikty
Ondřejovi uherští sluhové informovali jeho matku Alžbětu Polskou o Ondřejově nejistém postavení. Ona a její nejstarší syn, Ludvík I. Uherský, vyslali do Avignonu posly a naléhali na papeže, aby nařídil Ondřejovu korunovaci. Rozhodla se také Neapolské království navštívit, aby posílila jeho pozici. Před odjezdem z Uherska vybrala královna Alžběta z uherské pokladny 21 000 marek zlata a 72 000 marek stříbra, protože chtěla podplatit Svatý stolec a neapolské aristokraty. Ona a její družina v létě roku 1343 přijeli do Manfredonie. Ona a její syn se setkali v Beneventu a Johana ji přijala o několik dní později v Sommě Vesuvianě. Při setkání se svou tchyní měla Johana na sobě korunu, aby zdůraznila svůj královský status.
Královna Alžběta a její družina vstoupili do Neapole 25. července. Nejprve oslovila Johaninu nevlastní babičku, ale nemocná Sancha Mallorská se rozhodla nevyjádřit se ve prospěch Ondřeje. Johana se otevřeně nepostavila proti korunovaci svého manžela, ale její tchyně brzy pochopila, že se pouze snaží zdržovat. Královna Alžběta odjela z Neapole do Říma a vyslala posly do Avignonu s naléháním na papeže, aby schválil Ondřejovu korunovaci. Petrarca, který Neapol navštívil v říjnu jako vyslanec kardinála Giovanniho Colonny, zažil, že se království po smrti krále Roberta posunulo k anarchii. Zaznamenal, že skupiny šlechticů v noci terorizovaly lidi a že se v přítomnosti Johany a Ondřeje pravidelně konaly gladiátorské hry. Tvrdil také, že regentskou radu ovládal pokrytecký františkánský mnich Fra' Roberto, kterého popsal jako „strašlivé třínohé zvíře s nahýma nohama, s nahou hlavou“.
Petrarca chtěl dosáhnout osvobození Colonnových příbuzných, bratří Pipinů, kteří byli v roce 1341 uvěznění. Jejich majetek byl rozdělen mezi různé členy královské rodiny a neapolská aristokracie a Petrarca se snažilipřesvědčit regentskou radu, aby jim udělila amnestii. Královna Alžběta, která stále pobývala v Římě, si uvědomila, že konflikt mezi vlivným kardinálem a neapolskými vůdci poskytl příležitost posílit postavení jejího syna. Ondřej se postavil na stranu Pipinů a slíbil, že dosáhne jejich osvobození. Petrarcovy zprávy z Neapole přesvědčily papeže, že regentská rada nemůže království efektivně spravovat. Papež zdůraznil, že Johana je stále nezletilá. Svým legátem jmenoval kardinála Aymeryho de Châlus a v bule ze dne 28. listopadu 1343 ho pověřil vládou Neapolského království. Johanini vyslanci se několikrát snažili oddálit odjezd papežského legáta z Avignonu.
Jednání mezi její tchyní a Svatým stolcem Johanu znepokojila a v dopise z 1. prosince požádala papeže, aby přestal s uherskými vyslanci diskutovat o neapolských otázkách. Papež v dopise z 19. ledna 1344 nazval Ondřeje „proslulým sicilským králem“ a naléhal na jeho korunovaci, nicméně však také zdůraznil Johanino dědičné právo vládnout. O pět dní později Johana v dopise naléhala na papeže, aby stáhl svého legáta a umožnil jí vládnout samotné. Papež brzy zareagoval a prohlásil, že Johana bude vládnout království sama „jako by byla muž“, a to i poté, co budou ona a její manžel společně korunováni. Přibližně ve stejnou dobu se královna Alžběta vrátila do Neapole a Ondřejovi dvořané ji informovali, že se dozvěděli o spiknutí s cílem ho zabít. Rozhodla se vzít svého syna zpět do Uherska, ale Johana, Anežka z Périgordu a Kateřina z Valois ji od toho odradily. Johana a její pratety se s největší pravděpodobností bály, že se Ondřej vrátí z Uherska do Neapole s uherskými jednotkami. Královna Alžběta odjela z Itálie 25. února bez svého syna. Severoitalští nepřátelé rodu Anjou využili oslabené pozice Neapolského království. Markýz Jan II. z Montferratu a milánští Viscontiové dobyli Alessandrii a Asti v Piemontu a pokračovali ve vojenském tažení proti dalším piemontským městům, která uznala Johaninu suverenitu. Donutili Tortonu, Bra a Albu, aby se jim v roce 1344 podrobili.
Johana začala rozdávat velká královská panství svým nejdůvěryhodnějším příznivcům, mezi kterými byl Roberto de' Cabanni, o kterém se říkalo, že je jejím milencem. Její dary pobouřily papeže, který začal naznačovat, že je připraven posílit Ondřejovu roli ve státní správě. Papež také nařídil Aymerymu de Châlus, aby se bez prodlení přesunul do Neapole. Chalus do Neapole dorazil 20. května 1344. Johana chtěla přísahat věrnost papeži sama při soukromém obřadu, ale papežský legát jí v tom zabránil. Přísahu musela společně se svým manželem složit na veřejném obřadu. Johana onemocněla a její nemoc umožnila Ondřejovi dosáhnout osvobození bratří Pipinů, ale jeho čin pobouřil ostatní neapolské aristokraty. Dne 28. srpna papežský legát formálně uznal Johanu za legitimní dědičku Neapole, ale na oplátku musela uznat právo papežského legáta spravovat království. Chalus rozpustil regentskou radu a jmenoval nové úředníky, kteří měli řídit provincie. Královští úředníci však ignorovali příkazy legáta a Johana odmítla platit každoroční tribut Svatému stolci s tím, že Neapolské království ztratila.
Kardinál Talleyrand-Périgord a Johanin vyslanec Ludvík z Drače naléhali na papeže Klementa VI., aby propustil svého legáta, který byl rovněž ochoten abdikovat. Poté, co proti legátovi zasáhl král Filip VI., papež se ho rozhodl odvolat a prohlásil, že 18letá Johana v prosinci 1344 pod legátovou záštitou dozrála. V únoru 1345 papež vydal bulu, která zakazovala jejím nejdůvěryhodnějším rádcům – Filipě Katánské a jejím příbuzným – zasahovat do politiky, ale také nahradil Chaluse Guillaumem Lamyem, biskupem z Chartres. Aby uklidnila papeže, rozhodla se usmířit si Ondřeje a znovu navázali manželské vztahy. Netrvalo dlouho a otěhotněla.
Mezitím nařídila provensálskému senešalovi Reforcovi d'Agoult, aby napadl Piemont. Měšťané ze Chieri a Jakub Savojsko-Achajský vstoupili do provensálské armády. Na jaře znovu obsadili Albu, ale Jan II. z Montferratu a Viscontiové shromáždili svá vojska poblíž Chieri a 23. dubna v bitvě u Gamenaria porazili Agoultovu armádu. Agoult zemřel v boji na bitevním poli a Chieri se vzdalo vítězům.

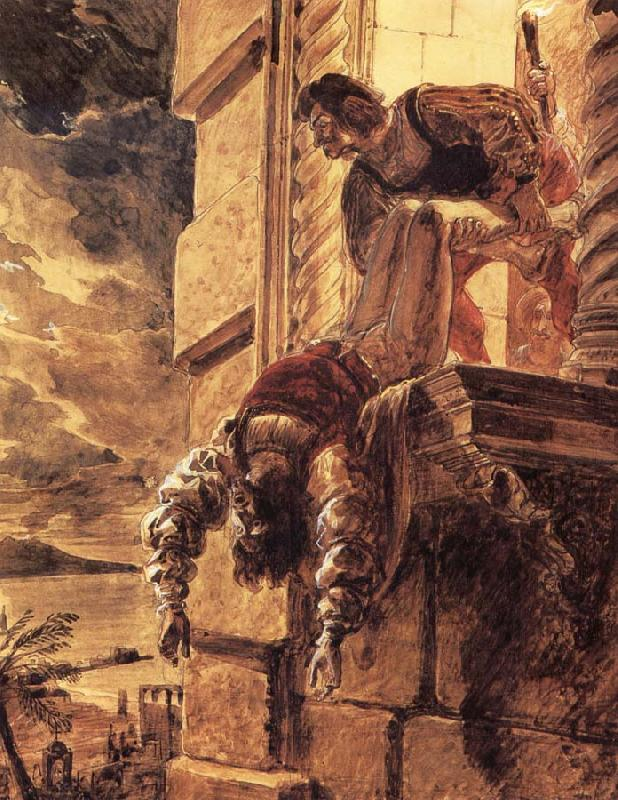
Obraz vraždy vévody Ondřeje Kalábrijského od Karla Brjullova

Vztah mezi Johanou a papežem byl napjatý, protože znovu začala zcizovat královské statky a ignorovala jeho návrhy. Dne 10. června na ni Klement VI. naléhal, aby přestala bránit Ondřejově korunovaci, ale ona byla rozhodnuta vyloučit svého manžela ze správy státu. Dne 9. července papež oznámil, že ji exkomunikuje, pokud bude nadále rozdávat královské statky. Dne 28. července zemřela královna Sancha. Netrvalo dlouho a Johana opustila svého manžela. V Neapoli se začaly šířit zvěsti o milostném vztahu mezi ní a Ludvíkem Tarantským, ale její nevěra nebyla nikdy prokázána. Papež Klement VI. se rozhodl dosáhnout Ondřejovy korunovace a pověřil kardinála Chala provedením obřadu.
Když se skupina vznešených spiklenců dozvěděla o změně papežova názoru, rozhodla se Ondřejově korunovaci zabránit. Během lovecké výpravy do Aversy v roce 1345 opustil Ondřej v noci z 18. na 19. září svůj pokoj a byl napaden. Dveře za ním zatarasil zrádný sluha a, i s Johanou v ložnici, následoval hrozný boj, během kterého se Ondřej zuřivě bránil a křičel o pomoc. Nakonec byl přemožen, uškrcen šňůrou a vymrštěn z okna s provazem přivázaným ke genitáliím. Isolda, Ondřejova uherská ošetřovatelka, slyšela jeho pláč a vlastním křikem zahnala vrahy pryč. Odnesla jeho mrtvolu do mnišského kostela a zůstala s ní až do příštího rána. Když dorazili uherští rytíři, řekla jim vše v jejich mateřštině, aby se nikdo jiný nedozvěděl pravdu. Brzy Neapol opustili a vše řekli uherskému králi. Na zapojení královny do atentátu se názory různí. Pro některé byla podněcovatelkou vraždy; podle jiných, jako je Émile-Guillaume Léonard, nebylo její zapojení prokázáno.
Johana informovala o vraždě papežství, stejně jako další státy v Evropě, a v dopisech vyjádřila své znechucení, nicméně za nejpodezřelejší byl považován její vnitřní kruh přátel. Dne 25. prosince 1345 porodila Karla Martela, Ondřejova syna. Dítě bylo jako dědic Neapolského království 11. prosince 1346 prohlášeno za kalábrijského vévodu a salernského knížete.

### Vražda a války
Když Johana nastoupila na trůn, několik pánů v severní Itálii to vidělo jako příležitost rozšířit na její úkor své území. V roce 1344 vedl markýz Jan II. z Montferratu útoky, během kterých dobyl její města Alessandrii, Asti, Tortonu, Bru a Albu. V reakci poslala svého senešala, Reforce d'Agoult, aby se se situací vypořádal. Dne 23. dubna 1345 v bitvě u Gamenaria útočníky napadl, ale byl poražen a zabit.
Montferrat poté pokračoval dobytím Chieri na území Jakuba z Piemontu, který podporoval Johanu. Jakub v roce 1347 požádal o pomoc svého bratrance a pána, hraběte Amadea VI. Savojského. V červenci společně útočníky zahnali. Jan poté spojil síly s markýzem Tomášem II. ze Saluzza a Humbertem II. z Viennois. Společně dobyli téměř všechna Johanina území v regionu.
Když zveřejnila své plány provdat se za jednoho ze svých tarantských bratranců a ne za Ondřejova mladšího bratra Štěpána, Uhři ji otevřeně obvinili z vraždy.
Ludvík z Taranta, ostřílený válečník, který byl vychován na dvoře Johaniny tety Kateřiny z Valois, díky svým životním zkušenostem rozuměl neapolské politice. Poté, co Johana oznámila svůj úmysl vzít si ho, spojil se proti nim jeho bratr Robert se svým bratrancem (a dřívějším rivalem) Karlem z Drače. Někteří z Johaniných dvořanů a sluhů byli mučeni a později popraveni, včetně její sicilské guvernantky Filipy Katánské a její rodiny. Ludvíkovi se podařilo zahnat bratrovy síly nazpátek, ale právě když dosáhl Neapole, zjistil, že Uhři plánují invazi. Johana uzavřela smlouvu se Sicilským královstvím. Dne 22. srpna 1347 se provdala za Ludvíka, aniž by požádala o nezbytnou papežskou výjimku, vzhledem k tomu, že byli blízce příbuzní.
V očekávání svého sňatku se Ludvík, společně s Karlem z Drače, stal společným ochráncem a obráncem království (1. května 1347). O měsíc později (20. června) byl jmenován generálním vikářem království. Sňatek způsobil v Johanině vlastním království pokles její popularity.

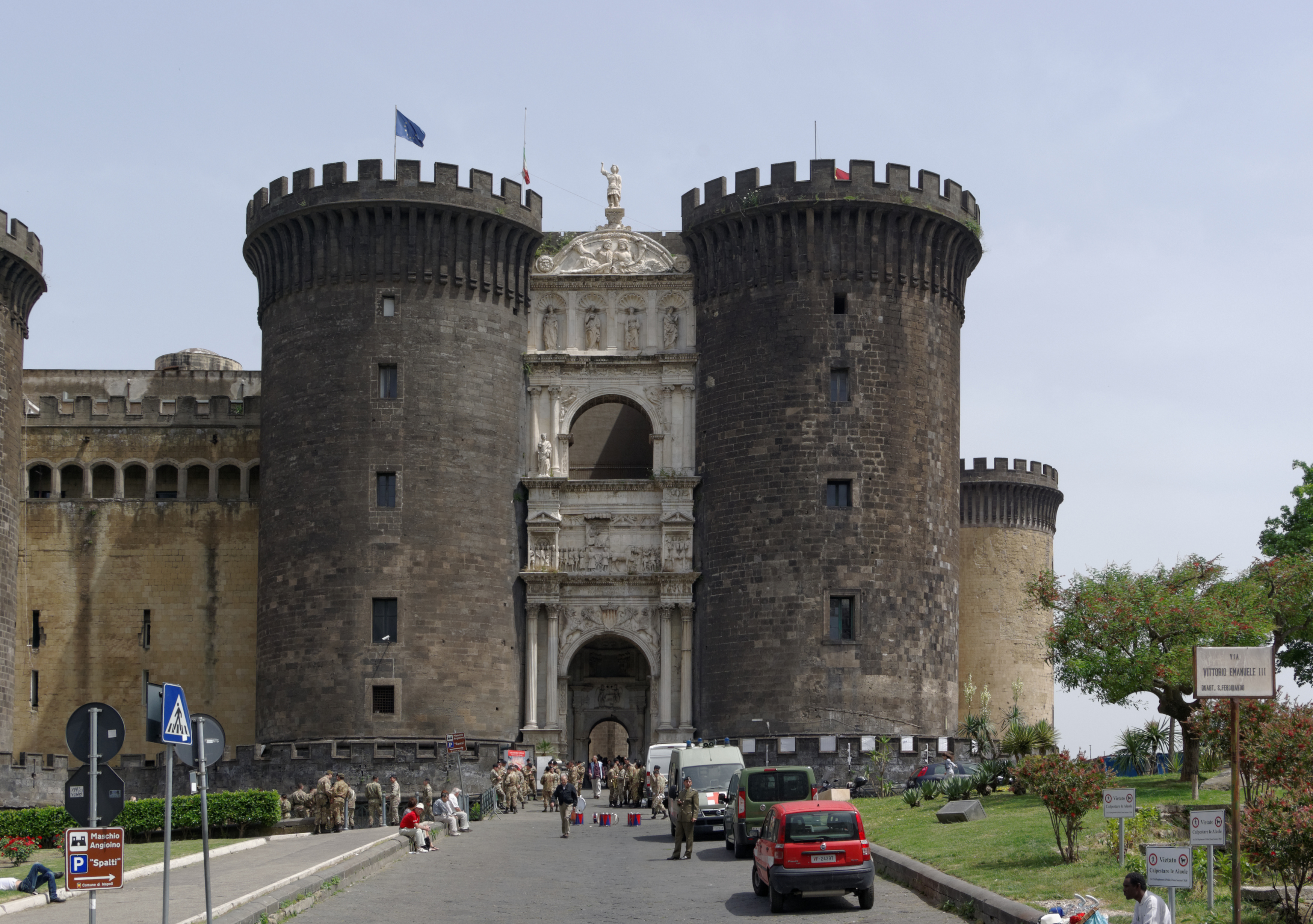
Castel Nuovo v Neapoli

Ludvík Veliký, Ondřejův starší bratr, využil této příležitosti a usiloval o anexi Neapolského království. Zahájil vojenskou výpravu a první vojáci vstoupili do L'Aquily 10. května 1347.
Dne 11. ledna 1348 byla uherská vojska v Beneventu, připravena napadnout Neapolské království. Tváří v tvář této hrozbě připravila Johana, která pobývala v Castel Nuovo a důvěřovala věrnosti Marseille, svůj útěk před Ludvíkovou pomstou. Aniž by čekala na návrat svého manžela, nalodila se 15. ledna 1348 na dvě galéry patřící marseillskému občanovi Jacquesovi de Gaubert a odplula do Provence. Vzala s sebou stále oddaného Enrica Caracciola. Ludvík z Taranta přijel do Neapole následujícího dne a utekl na palubě další galéry.
Poté, co Ludvík Veliký dobyl Neapol, nařídil popravu Karla z Durazza, Johanina bratrance a švagra. Sťat byl 23. ledna 1348 na stejném místě, kde byl zavražděn Ludvíkův bratr Ondřej. Syn Johany a Ondřeje, Karel Martel (zasnoubený s nejstarší dcerou Karla z Durazza), kterého jeho matka zanechala v Neapoli, byl svým strýcem poslán do Visegrádu v Uherském království, kde zemřel po 10. květnu 1348 ve věku 2 let.
Po zastávce ve Fort de Brégançon dorazila 20. ledna 1348 do Marseille, kde se jí dostalo vřelého přijetí. Přísahala, že bude respektovat městská privilegia a přijala přísahu věrnosti jeho obyvatel. Poté odešla do Aix-en-Provence, kde ji přijali velmi odlišně. Musela složit přísahu, že nepodnikne žádné akce proti Provence a že na tamní úřady bude dosazovat pouze místní obyvatele.
Do Avignonu přijela 15. března, aby se tam osobně setkala s papežem. Ludvík z Taranta se k ní připojil v Aigues-Mortes a pár byl přijat Klementem VI. Její návštěva měla trojí účel: získat dispenz pro její sňatek s Ludvíkem z Taranta, získat rozhřešení nebo zproštění viny za Ondřejovu vraždu a připravit znovudobytí svého království. Papež udělil páru výjimku, jmenoval komisi, která měla prošetřit obvinění z účasti na vraždě Ondřeje a za 80 000 florinů koupil město Avignon, které se tak fakticky oddělilo od Provence. Nakonec byla za tento zločin papežem zproštěna viny. Během svého pobytu v Avignonu, do konce června, porodila své druhé dítě a první z manželství s Ludvíkem z Taranta, dceru Kateřinu.
Poté, co se dozvěděla, že Ludvík Veliký po vypuknutí morové epidemie opustil Neapol, odjela se svým manželem a novorozenou dcerou 21. července z Avignonu. Od 24. do 28. července pobývala v Marseille, poté se 30. července přesunula do Sanary-sur-Mer, poté 31. července do Fort de Brégançon a nakonec 17. srpna 1348 dorazila do Neapole. Dne 20. září, měsíc po svém příjezdu porušila své předchozí sliby tím, že odvolala Raymonda d'Agoult z jeho funkce senešala a na jeho místo jmenovala Neapolce Giovanniho Barriliho. Nespokojená veřejnost ji přinutila d'Agoultovi vrátit jeho post.
Postupem času začali být Uhři neapolským lidem, včetně Giovanniho Boccaccia (který popsal Ludvíka Velikého jako „zběsilého“ a „zlomyslnějšího než had“), považováni za barbary, takže pro královnu a jejího manžela bylo snadné získat po návratu popularitu.

### Ludvík z Taranta

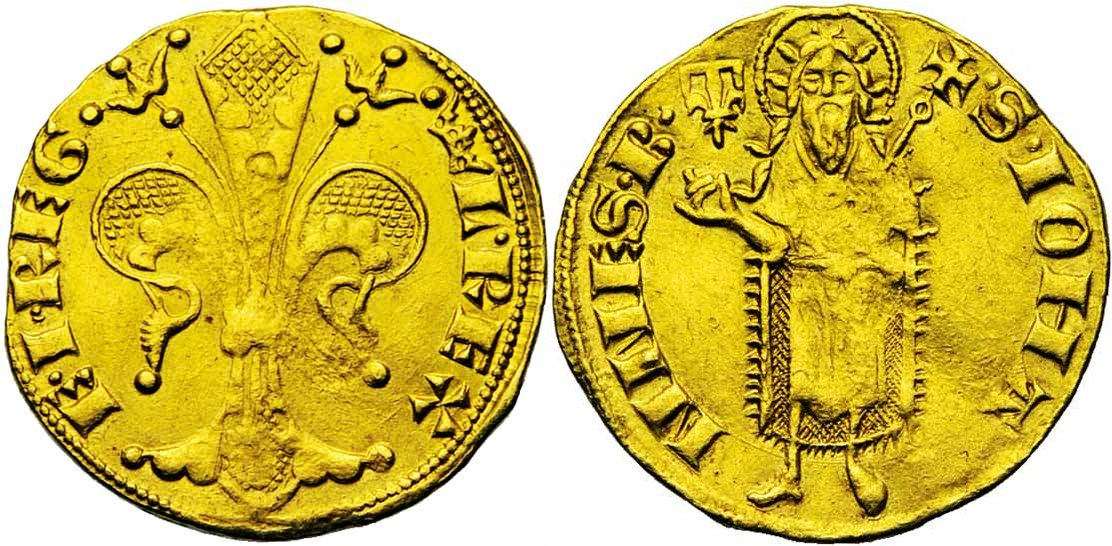
Provensálská mince „krále Ludvíka a královny Johany“ (L· REX- E· I· REG), ražená v letech 1349 až 1362

Od počátku roku 1349 byly všechny dokumenty pro království vydávány na jména manželů a Ludvík nepochybně ovládal vojenské pevnosti. Na mincích vydaných během jejich společné vlády bylo Ludvíkovo jméno vždy před jménem Johany. Ačkoli byl papežem Klementem VI. oficiálně uznán jako král a spoluvládce až v roce 1352, je pravděpodobné, že ho Neapolané považovali za svého panovníka od chvíle, kdy se jako takový začal chovat.
Ludvík využil zmatku způsobeného dalším uherským útokem, aby své manželce sebral moc. Dvůr očistil od jejích příznivců a velmi pravděpodobně nechal popravit jejího oblíbence Enrica Caracciola, kterého v dubnu 1349 obvinil z cizoložství. O dva měsíce později, 8. června 1349, zemřela ve věku 1 roku jejich dcera Kateřina.
Po další uherské ofenzívě v roce 1350 vyslal papež Klement VI. do Neapole legáta, biskupa ze Saint-Omer Raymonda Saqueta, s flotilou pod velením Huguese des Baux. Po této události Ludvík z Taranta slíbil, že bude respektovat Johaninu nezávislost. Krátce poté se Ludvík Veliký, vážně zraněný, vrátil do své země.
V říjnu 1351 porodila Johana druhé Ludvíkovo dítě, dceru Františku. O pět měsíců později, 23. března 1352, se Ludvíkovi dostalo formálního uznání papeže Klementa VI. jako spoluvládce jeho manželky ve všech jejích říších. Dne 27. května byl společně s Johanou korunován arcibiskupem z Bragy v Hotel di Taranto v Neapoli. O několik dní později, 2. června, zemřela ve věku 8 měsíců Františka, tehdy jediné přeživší dítě páru.
V roce 1356 zorganizovali znovudobytí Sicílie. Formálně vstoupili do Messiny 24. prosince 1356 po vítězství Niccola Acciaiuoliho, ale byli nuceni znovu odejít po velkém námořním vítězství Katalánců (29. června 1357) u Acireale.
Ve stejné době jednotky žoldáka Arnauda de Cervole (zvaného Arcikněz) překročily 13. července 1357 řeku Durance a vyplenily Provence. Filip II. z Taranta, Ludvíkův bratr (a od dubna 1355 třetí manžel Johaniny sestry Marie), byl poslán do Provence jako generální vikář, aby proti těmto silám bojoval. Koupil podporu vojsk hraběte z Armagnacu.
Ludvík z Taranta, který se při koupání nachladil, onemocněl. Jeho stav se během měsíce zhoršil a 25. května 1362 zemřel.

### Osobní vláda

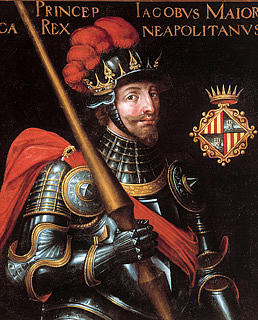
Jakub IV. Mallorský

Smrt Ludvíka z Taranta, brutálního a autoritářského manžela, jí dala konečně příležitost vzít si zpět moc, která jí byla odepřena. Během následujících tří let přijala řadu opatření, díky nimž se stala populární: 20. března 1363 udělila milost Raymondovi des Baux, ve funkci provensálského senešala nahradila Rogera ze San Severina Fouquesem d'Agoult a vydala různé dekrety k prevenci vnitřních nepokojů.
Dne 14. prosince 1362 uzavřela v zastoupení třetí sňatek s titulárním mallorským králem a achajským knížetem Jakubem IV., který byl o deset let mladší. Svatba se konala osobně o pět měsíců později, v květnu 1363 v Castel Nuovo. Bohužel i toto manželství bylo turbulentní: její nový manžel byl téměř 14 let vězněn svým strýcem králem Petrem IV. Aragonským v železné kleci, což ho psychicky narušilo. Kromě jeho špatného duševního stavu byla dalším jablkem sváru mezi párem snaha Jakuba IV. zapojit se do vlády, ačkoliv byl v manželské smlouvě vyloučen z jakékoli účasti na vládě Neapole. Navzdory manželským potížím bylo v lednu 1365 zjištěno, že je těhotná s jeho dítětem, ale bohužel v červnu potratila. Papež Urban V. jí 19. července 1365 poslal kondolenční dopis. Už nikdy neotěhotněla.
Vzhledem k tomu, že nemohl být neapolským králem, opustil Jakub IV. Neapol a ke konci ledna 1366 odjel do Španělska. Neúspěšně se pokusil znovu dobýt Mallorku. Byl zajat králem Jindřichem II. Kastilským a následně převezen k Bertrandovi du Guesclin, který ho držel v zajetí v Montpellier. V roce 1370 byl Johanou vykoupen a nakrátko se k ní vrátil. Následně znovu odešel, tentokrát definitivně. V roce 1375 se mu nepodařilo dobýt Roussillon a Cerdanyu a uprchl do Kastilie, kde v únoru 1375 v Sorii zemřel, buď na následky nemoci nebo byl otráven.
Aby utvrdil právo Svaté říše římské na Arelatské království přijel císař Svaté říše římské a český král Karel IV. do Avignonu, kde byl 4. června 1365 v kostele sv. Trofima korunován arelatským králem, ale i přesto zaručil Johaně právo na Provence.
Vévoda z Anjou Ludvík I., bratr krále Karla V. Francouzského a languedocký poručík, uplatnil nárok na Provence. S pomocí armády Bertranda du Guesclin zahájil útok. Avignon byl vykoupen, Arles a Tarascon byly obleženy, ale zatímco Arles bylo dobyto, Tarascon byl po devatenácti dnech neúspěšného obléhání zachráněn provensálskými jednotkami. Vojska senešala Raymonda II. d'Agoult byla poražena u Céreste. Zásah papeže Urbana V. a krále Karla V., jakož i exkomunikace du Guesclina 1. září 1368, způsobily jeho ústup a podepsání mírové smlouvy dne 13. dubna 1369, po kterém následovalo příměří podepsané dne 2. ledna 1370.
Po těchto obdobích nepokojů zažila Johana období relativního klidu, a to díky dobrým vztahům se Svatým stolcem za papežů Urbana V. a Řehoře XI. Elzéar ze Sabranu byl kanonizován v roce 1371. V roce 1372 navštívila Neapol Brigita Švédská. Prostřednictvím Řehoře XI. byla 11. dubna 1371 podepsána konečná mírová smlouva s Ludvíkem I. z Anjou, podle níž se vzdal nároku na Tarascon. Kromě toho díky kondotiérovi Otovi Brunšvickému, za nějž se později provdala, znovu získala svá panství v Piemontu.
Smlouvou z Villeneuve z roku 1372 oficiálně uznala ztrátu Sicílie, kterou utrpěla o devadesát let dříve v roce 1282. Poté se plně ponořila do řízení svého království a užívala si všech aspektů vlády. Přestože byla spravedlivou a uvážlivou vládkyní, žádný zákon ani edikt, byť sebemenší, nebyl nikdy vykonán bez jejího osobního souhlasu a pečeti. Během svého panování podporovala a chránila místní podniky, zakládala nové průmysly a odmítla znehodnotit měnu. Kriminalita se výrazně snížila a ona ve své rozsáhlé říši horlivě propagovala mír.
Navzdory hluboké spiritualitě a přátelství královny s Kateřinou Sienskou a Brigitou Švédskou byl její dvůr neobvyklý svou extravagancí. Sbírala exotická zvířata a měla mnoho služebníků různého původu včetně Turků, saracénů a Afričanů.
Její současník, spisovatel Giovanni Boccaccio, nám ve svém De mulieribus claris zanechal následující popis: „Johana, královna sicilská a jeruzalémská, je známější než jiná žena své doby pro svůj rodokmen, moc a charakter“. Dochované obrázky prozrazují, že měla blonďaté vlasy a světlou pleť.

### Papežské schizma
Bez přeživších dětí se snažila zajistit své následnictví tím, že v lednu 1369 domluvila sňatek mezi svou neteří Markétou z Durazza (nejmladší dcera její sestry Marie a jejího prvního manžela vévody Karla z Durazza) a svým bratrancem Karlem z Durazza (Johanin bratranec z druhého kolena; syn hraběte Ludvíka z Graviny). Proti této svatbě se postavil její bývalý švagr a Markétin nevlastní otec, kníže Filip II. z Taranta. Během téměř smrtelné nemoci v listopadu 1373 odkázal své nároky svému švagrovi adrijskému vévodovi Františkovi z Baux a jeho synovi Jakubovi. František násilím vznesl nárok na práva Filipa II., která Johana vrátila koruně. Johana pak 8. dubna 1374 zkonfiskovala jeho majetek na základě lèse-majesté.
Johana byla nyní rozhodnuta podkopat pozici Karla z Durazza jako potenciálního dědice. Se souhlasem papeže Řehoře XI. podepsala 25. prosince 1375 svou čtvrtou manželskou smlouvu s vévodou Otou Brunšvicko-Grubenhagenským, který hájil její práva v Piemontu. Svatba se konala o tři měsíce později, 25. března 1376 v Castel Nuovo. Přestože byl status jejího nového manžela zredukován na prince chotě, Karel z Durazza nebyl s tímto sňatkem spokojený a přiblížil se tak k uherskému králi Ludvíkovi Velikému, Johanině nepříteli.

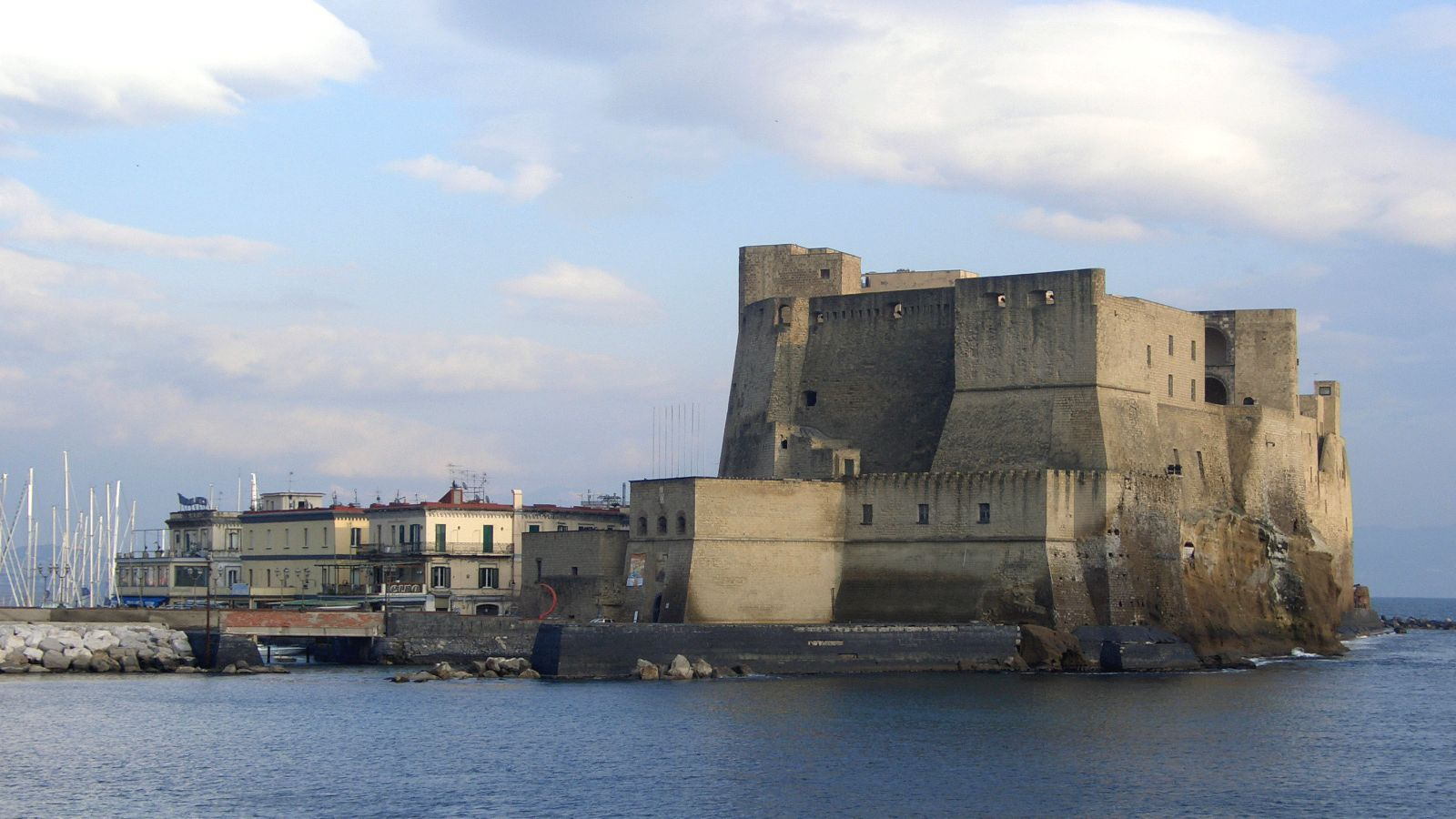
Castel dell'Ovo v Neapoli

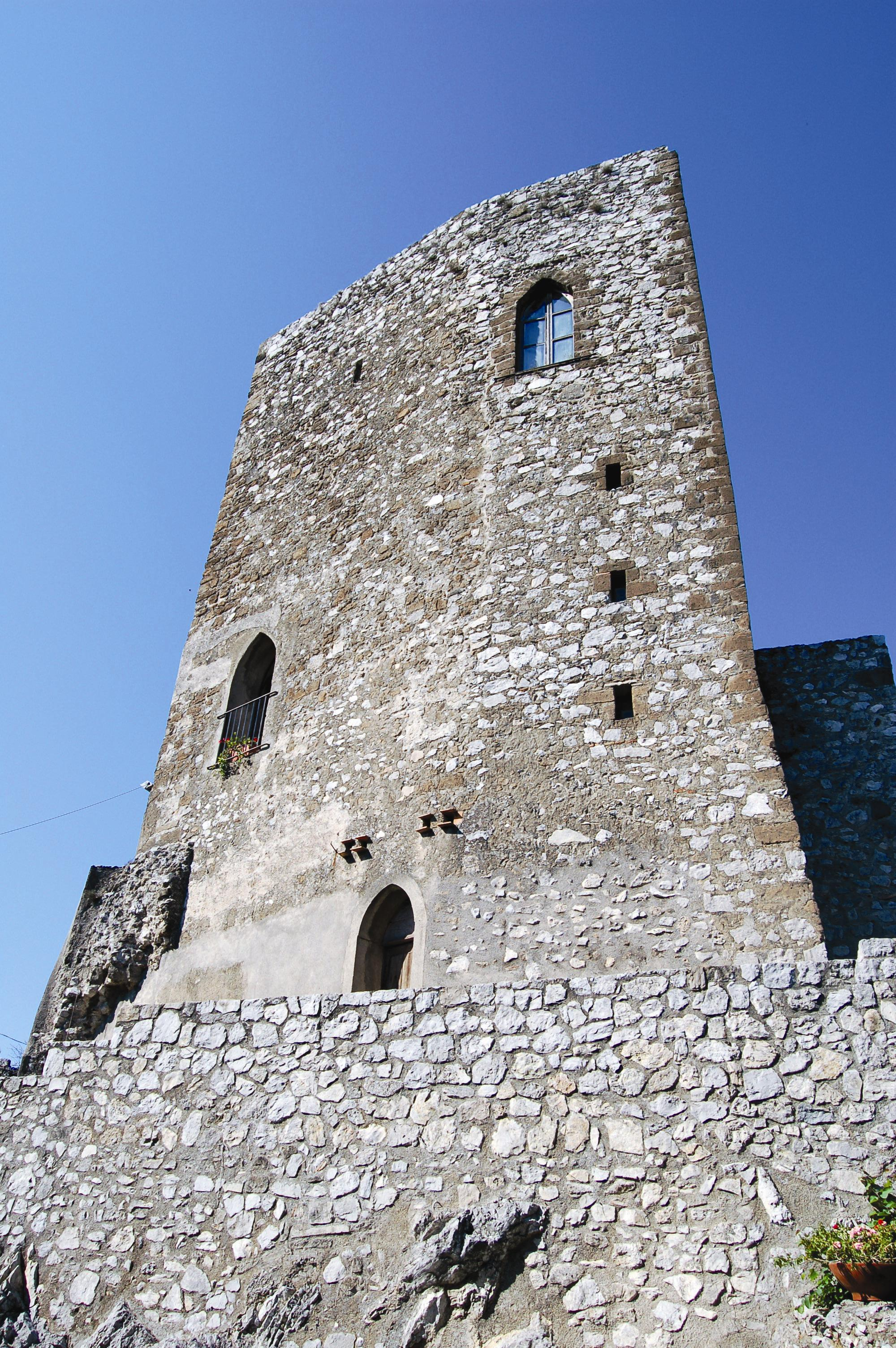
Torre Normanno-Sveva, Castello del Parco, Nocera Inferiore

V této době nastalo papežské schizma, jedna z nejdůležitějších událostí středověkých dějin křesťanství. Byli zvoleni dva papežové: arcibiskup z Bari Bartolomeo Prignano (který přijal jméno Urban VI.) a ženevský kardinál Robert (který přijal jméno Klement VII.). První žil v Římě, druhý v Avignonu. Po chvíli váhání se Johana rozhodla pro Klementa VII. a podpořila ho 50 000 florinty. Urban VI. podporoval její nepřátele: uherského krále, andrijského vévodu a Karla z Durazza. V kritické situaci se obrátila na Klementa VII., který jí poradil, aby ve svůj prospěch využila Ludvíka I. z Anjou. Francie a Avignon počítaly s tím, že pokud dojde k vyřešení schizmatu silou, Neapol je podpoří. Pro Johanu však hlavním důvodem její podpory Klementa VII. byly pokusy Urbana VI. vzít jí Neapol a postoupit část jejího království jeho synovci Francescu Prignanovi. Dne 11. května 1380 ji Urban VI. prohlásil za kacířku a její království, papežské léno, udělil Karlu z Durazza.
Výměnou za jeho pomoc přijala 29. června 1380 za svého dědice Ludvíka I. z Anjou, čímž nahradila Karla z Durazza. Tato dohoda realizovala ambice, které vévoda z Anjou po dlouhou dobu choval. Karel z Durazza pak v listopadu 1380 vpadl do Neapole v čele armády složené převážně z Uhrů.
Ludvík I. z Anjou možná nepochopil závažnost situace a nezasáhl okamžitě, protože byl nucen po smrti svého bratra jako regent svého synovce a nového krále Karla VI. zůstat ve Francii.
Johana svěřila svému manželovi těch několik málo oddílů, které byla schopná shromáždit. Ota však nedokázal síly Karla z Durazza, který 28. června 1381 překročil hranice Neapolského království, zastavit. Po porážce Oty u Anagni a obejití neapolské obrany u Aversy vstoupil Karel 16. července v 19 hodin do Neapole a oblehl Castel Nuovo, kde Johana pobývala. Bez jakékoli pomoci byla nucena 25. srpna kapitulovat a byla uvězněna, nejprve v Castel dell'Ovo a později, v prosinci, byla převezena do Castello del Parco v Nocera Inferiore.
Kateřina Sienská ji kvůli její podpoře Klementa VII. považovala za démonicky pomýlenou vládkyni. Johana byla ustanovena legitimní vládkyní Neapolského království, podléhala však papeži v Římě. Neapolský trůn byl pod právním dohledem papežství „od poloviny třináctého století a království bylo pro Církev cenným zdrojem příjmů, prestiže a vojáků“.

## Atentát

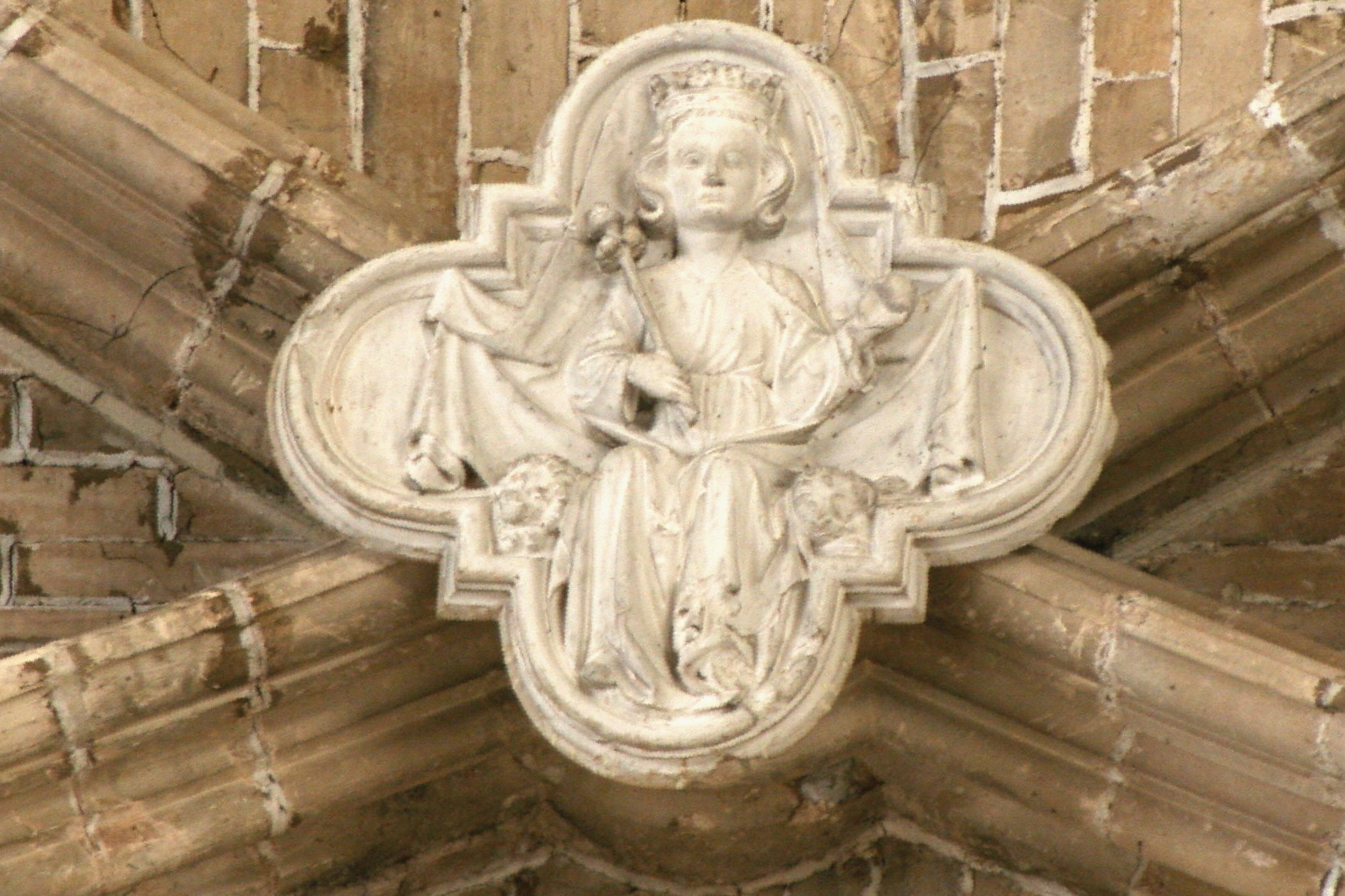
Basreliéf královny Johany v Saint-Maximin-la-Sainte-Baume

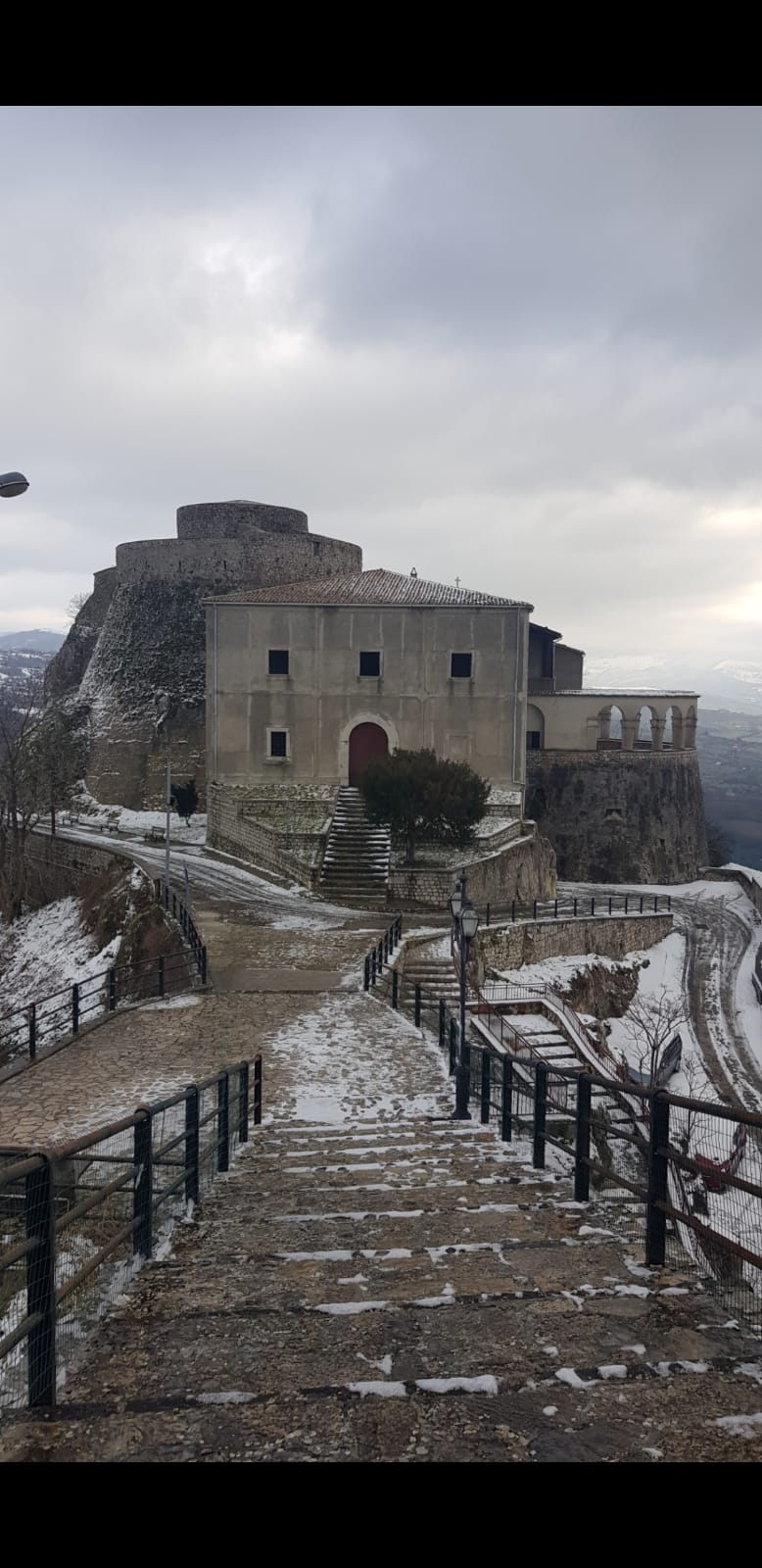
Moderní pohled na vchod do hradu Muro Lucano

Ludvík I. z Anjou se nakonec rozhodl jednat a 31. května 1382 se vydal v čele mocné armády do Avignonu, aby Johanu zachránil. Prošel Turínem a Milánem. Počátkem září byl v Amatrice nedaleko Říma, ale v té době už byla královna mrtvá. Karel z Durazza v domnění, že nemůže Ludvíkovi odolat, se rozhodl dne 28. května 1382, že Johana by měla být přemístěna z Castello del Parco na hrad Muro Lucano, kde byla 27. července 1382 ve věku 56 let zabita.
Ve svém oficiálním prohlášení Karel tvrdil, že Johana zemřela přirozenou smrtí. Jiné zdroje však jednomyslně uvádí, že byla zavražděna. Kvůli povaze činu se popisy způsobu, jakým byla zabita, liší. Dva nejautentičtější zdroje jsou:
- Tomáš z Niemu, sekretář Urbana VI., uvádí, že byla uškrcena hedvábným šátkem, když klečela v modlitbě v soukromé kapli na hradě Muro maďarskými vojáky.
- Marie z Blois, manželka Ludvíka I. z Anjou, uvádí, že ji zabili čtyři muži, pravděpodobně Maďaři, kteří jí svázali ruce a nohy a pak udusili mezi dvěma péřovými matracemi.

Vzhledem k tomu, že neexistuje žádná výpověď přítomných svědků, nelze s konečnou platností říci, která ze zpráv je přesná. Jiný záznam například uvádí, že byla udušena polštáři.
Její tělo bylo převezeno do Neapole, kde bylo několik dní vystaveno veřejnosti jako důkaz její smrti. Protože Urban VI. Johanu exkomunikoval, nemohla být vysvěcena, a proto byla vhozena do hluboké studny na pozemku kostela svaté Kláry. Neapolské království bylo ponecháno desetiletím opakujících se válek o dědictví. Ludvíkovi I. z Anjou se podařilo udržet pevninské Provensálské a Forcalquierské hrabství. Jakub z Baux, synovec Filipa II. Tarantského, si po jejím sesazení v roce 1381 nárokoval Achajské knížectví.

## V literatuře

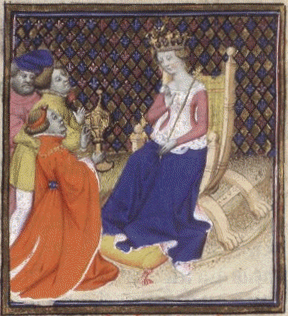
Další miniatura královny Johany v De mulieribus claris

- Miniatura královny Johany z rukopisu Giovanniho Boccaccia De mulieribus clarisDalší miniatura královny Johany v De mulieribus clarisGiovanni Boccaccio napsal životopis Johany ve své sérii biografií známých jako De mulieribus claris (česky: O slavných ženách). Část její biografie věnoval popírání myšlenky, že nebyla právoplatnou vládkyní Neapole. Prohlásil, že je potomkem ušlechtilé pokrevní linie. Tvrdil, že její pokrevní linii lze vysledovat až k „Dardanovi, zakladateli Tróje, jehož otcem byl podle lidí ze starověku Jupiter“. Také ji definitivně a jednoznačně prohlásil za zákonnou neapolskou vládkyni tím, že podrobně popsal způsob, jakým nastoupila na neapolský trůn. Ve své biografii o Johaně zmínil, že právem zdědila království po svém dědečkovi, protože její otec zemřel v mládí. Kromě toho, že svým čtenářům ukázal, že byla právoplatnou neapolskou královnou, také odhalil svou osobní podporu Johaně. Podle Boccaccia byla otázka, zda může vládnout žena nebo zda existují jiní šlechtici, kteří by byli vhodnější k vládnutí, irelevantní. Také diskutoval o jejích schopnostech a aspektech její vlády, které z ní v jeho očích udělaly velkou vládkyni. Při shrnutí všech oblastí a provincií, kterým vládla, popsal Neapol jako zemi s pozoruhodnými městy, úrodnými poli, velkými šlechtici a velkým bohatstvím. Navíc tvrdil, že důvodem, proč byla Neapol prosperujícím královstvím, bylo to, že jí již nevládla uherská královská rodina a jejich příznivci, které neměl rád. Napsal, že Johana „statečně napadla a vyčistila Neapol od tlup zlých mužů“.[26]

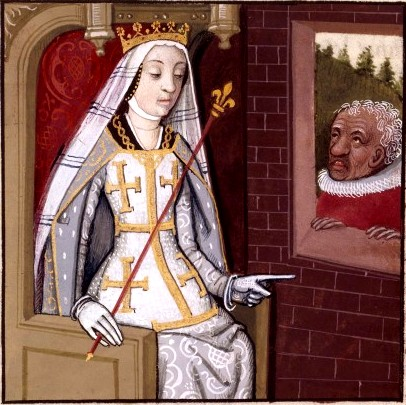
Miniatura královny Johany z rukopisu Giovanniho Boccaccia De mulieribus claris

- Alexandre Dumas starší napsal román Johana Neapolská jako část jeho osmisvazkové série Oslavované zločiny (1839–40).[27]
- Beletrizovaný popis jejího života lze nalézt také v románu Královna noci od Alana Savage.[28]
- László Passuth napsal o jejím životě román Napolyi Johanna.[29]
- Nositel Nobelovy ceny za literaturu Frédéric Mistral napsal v roce 1890 drama La Rèino Jano, vyprávějící o průjezdu královny jejími provensálskými panstvími.

## Tituly a oslovení
Celý titul Johany jako královny byl: Johana, z Boží milosti, královna jeruzalémská a sicilská, vévodkyně apulijská, kněžna z Capuy a hraběnka provensálská, forqualquierská a piemontská.

## Vývod z předků
|                     |                        |  |                        |                       |  |  |  |  |  |  |  | Karel I. z Anjou |
|                     |                        |  |                        |                       |  |  |  |  |  |  |  |                  |
|                     | Karel II. Neapolský    |  |                        |                       |  |  |  |  |  |  |  |                  |
|                     |                        |  |                        |                       |  |  |  |  |  |  |  |                  |
|                     |                        |  |                        | Beatrix Provensálská  |  |  |  |  |  |  |  |                  |
|                     |                        |  |                        |                       |  |  |  |  |  |  |  |                  |
|                     | Robert I. Neapolský    |  |                        |                       |  |  |  |  |  |  |  |                  |
|                     |                        |  |                        |                       |  |  |  |  |  |  |  |                  |
|                     |                        |  |                        | Štěpán V. Uherský     |  |  |  |  |  |  |  |                  |
|                     |                        |  |                        |                       |  |  |  |  |  |  |  |                  |
|                     | Marie Uherská          |  |                        |                       |  |  |  |  |  |  |  |                  |
|                     |                        |  |                        |                       |  |  |  |  |  |  |  |                  |
|                     |                        |  |                        | Alžběta Kumánská      |  |  |  |  |  |  |  |                  |
|                     |                        |  |                        |                       |  |  |  |  |  |  |  |                  |
|                     | Karel Kalábrijský      |  |                        |                       |  |  |  |  |  |  |  |                  |
|                     |                        |  |                        |                       |  |  |  |  |  |  |  |                  |
|                     |                        |  |                        | Jakub I. Aragonský    |  |  |  |  |  |  |  |                  |
|                     |                        |  |                        |                       |  |  |  |  |  |  |  |                  |
|                     | Petr III. Aragonský    |  |                        |                       |  |  |  |  |  |  |  |                  |
|                     |                        |  |                        |                       |  |  |  |  |  |  |  |                  |
|                     |                        |  |                        | Jolanda Uherská       |  |  |  |  |  |  |  |                  |
|                     |                        |  |                        |                       |  |  |  |  |  |  |  |                  |
|                     | Jolanda Aragonská      |  |                        |                       |  |  |  |  |  |  |  |                  |
|                     |                        |  |                        |                       |  |  |  |  |  |  |  |                  |
|                     |                        |  |                        | Manfréd Sicilský      |  |  |  |  |  |  |  |                  |
|                     |                        |  |                        |                       |  |  |  |  |  |  |  |                  |
|                     | Konstancie Sicilská    |  |                        |                       |  |  |  |  |  |  |  |                  |
|                     |                        |  |                        |                       |  |  |  |  |  |  |  |                  |
|                     |                        |  |                        | Beatrix Savojská      |  |  |  |  |  |  |  |                  |
|                     |                        |  |                        |                       |  |  |  |  |  |  |  |                  |
| Johana I. Neapolská |                        |  |                        |                       |  |  |  |  |  |  |  |                  |
|                     |                        |  |                        |                       |  |  |  |  |  |  |  |                  |
|                     |                        |  | Ludvík IX. Francouzský |                       |  |  |  |  |  |  |  |                  |
|                     |                        |  |                        |                       |  |  |  |  |  |  |  |                  |
|                     | Filip III. Francouzský |  |                        |                       |  |  |  |  |  |  |  |                  |
|                     |                        |  |                        |                       |  |  |  |  |  |  |  |                  |
|                     |                        |  |                        | Markéta Provensálská  |  |  |  |  |  |  |  |                  |
|                     |                        |  |                        |                       |  |  |  |  |  |  |  |                  |
|                     | Karel I. z Valois      |  |                        |                       |  |  |  |  |  |  |  |                  |
|                     |                        |  |                        |                       |  |  |  |  |  |  |  |                  |
|                     |                        |  |                        | Jakub I. Aragonský    |  |  |  |  |  |  |  |                  |
|                     |                        |  |                        |                       |  |  |  |  |  |  |  |                  |
|                     | Isabela Aragonská      |  |                        |                       |  |  |  |  |  |  |  |                  |
|                     |                        |  |                        |                       |  |  |  |  |  |  |  |                  |
|                     |                        |  |                        | Jolanda Uherská       |  |  |  |  |  |  |  |                  |
|                     |                        |  |                        |                       |  |  |  |  |  |  |  |                  |
|                     | Marie z Valois         |  |                        |                       |  |  |  |  |  |  |  |                  |
|                     |                        |  |                        |                       |  |  |  |  |  |  |  |                  |
|                     |                        |  |                        | Guy II. ze Châtillonu |  |  |  |  |  |  |  |                  |
|                     |                        |  |                        |                       |  |  |  |  |  |  |  |                  |
|                     | Guy IV. de Saint-Pol   |  |                        |                       |  |  |  |  |  |  |  |                  |
|                     |                        |  |                        |                       |  |  |  |  |  |  |  |                  |
|                     |                        |  |                        | Matylda Brabantská    |  |  |  |  |  |  |  |                  |
|                     |                        |  |                        |                       |  |  |  |  |  |  |  |                  |
|                     | Mahaut ze Châtillonu   |  |                        |                       |  |  |  |  |  |  |  |                  |
|                     |                        |  |                        |                       |  |  |  |  |  |  |  |                  |
|                     |                        |  |                        | Jan II. Bretaňský     |  |  |  |  |  |  |  |                  |
|                     |                        |  |                        |                       |  |  |  |  |  |  |  |                  |
|                     | Marie Bretaňská        |  |                        |                       |  |  |  |  |  |  |  |                  |
|                     |                        |  |                        |                       |  |  |  |  |  |  |  |                  |
|                     |                        |  |                        | Beatrix Anglická      |  |  |  |  |  |  |  |                  |
|                     |                        |  |                        |                       |  |  |  |  |  |  |  |                  |